# Prave koštunjače
Prave koštunjače (Teleostei) su ribe koje čine nadred u razredu zrakoperki (Actinopterygii). Pripada im većina današnjih vrsta riba, što iznosi oko 20.000 vrsta s oko 40 redova ili 97% svih vrsta. Najstariji fosili potječu iz ranog trijasa. Kostur im je potpuno okoštao i izgrađen od koštanih pršljenova na koje se nadovezuju parna rebra.
Tijelo im je prekriveno ljuskama koje mogu biti okruglaste ili cikloidne kao što je kod šaranki, na primjer klena (Leuciscus) ili češljaste (ktenoidne) kao kod grgečki. Oplodnja se kod većine vrsta vrši izvana.

## Redovi
1. Albuliformes
2. Anguilliformes
3. Argentiniformes
4. Ateleopodiformes
5. Atheriniformes
6. Aulopiformes
7. Batrachoidiformes
8. Beloniformes
9. Beryciformes
10. Characiformes
11. Clupeiformes
12. Cypriniformes
13. Cyprinodontiformes
14. Elopiformes
15. Esociformes
16. Gadiformes
17. Gobiesociformes
18. Gonorynchiformes
19. Gymnotiformes
20. Ichthyodectiformes †
21. Lampriformes
22. Leptolepiformes †
23. Lophiiformes
24. Myctophiformes
25. Notacanthiformes
26. Ophidiiformes
27. Osmeriformes
28. Osteoglossiformes
29. Perciformes
30. Percopsiformes
31. Pholidophoriformes †
32. Pleuronectiformes
33. Polymixiiformes
34. Saccopharyngiformes
35. Salmoniformes
36. Scorpaeniformes
37. Siluriformes Cuvier, 1816.
38. Stephanoberyciformes
39. Stomiiformes
40. Synbranchiformes
41. Syngnathiformes
42. Tetraodontiformes
43. Zeiformes